# Кумыкская письменность
Кумыкская письменность — письменность кумыкского языка. За время своего существования несколько раз меняла свою графическую основу. В настоящее время кумыкская письменность функционирует на кириллице. В истории кумыкской письменности выделяется 3 этапа:
- до 1928 года — письменность на основе арабского письма
- 1928—1938 — письменность на основе латиницы
- с 1938 — письменность на основе кириллицы

## Письменность на арабской основе

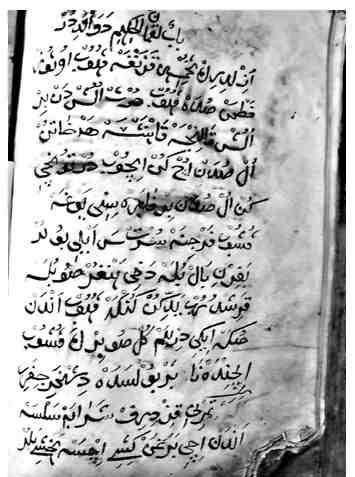
Текст из кумыкской рукописи 1880 года

Старейшие записи отдельных кумыкских слов, сделанные арабским письмом, относятся к середине XVII века. В первой половине XIX века стал формироваться кумыкский литературный язык.
Сначала кумыками использовался арабский алфавит без добавления каких-либо символов. Так, в 1883 году вышла первая печатная книга на кумыкском языке (М.-Э. Османов. Сборник ногайских и кумыкских песен. СПб, 1883). В этом издании арабская графика не была приспособлена к фонетическому строю кумыкского языка.
В начале XX века в кумыкских изданиях стали применяться огласовки, что с одной стороны приближало текст к кумыкской фонетике, но с другой затрудняло его чтение. В то время орфографических правил для кумыкской письменности не существовало и использование арабских букв для тех или иных звуков было непоследовательным и различалось от издания к изданию. Первой попыткой упорядочить орфографию стали правила, опубликованные Абдулхалимом Дженгутаевским в предисловии к изданию поэмы «Лейли и Меджун», вышедшей в Темир-Хан-Шуре в 1915 году.
В начале 1920-х годов арабский алфавит был приспособлен под нужды кумыкской фонетики, введены дополнительные буквы для обозначения специфических звуков, в первую очередь для гласных, что позволило отказаться от огласовок. Также исключены буквы ذ ث ح ص ض ط ظ ع, необходимые для передачи специфичных звуков арабского языка, но лишнее в кумыкском. В итоге кумыкский алфавит стал выглядеть так:
| ا | ب | پ  | ت | ج | چ    | خ | د | ر | ز |
| ژ | س | تس | ش | غ | نگ,ڭ | ف | ق | ک | ل |
| م | ن | ه  | و | ۊ | ۏ    | و̃ | ۋ | ى |   |

## Латинский алфавит

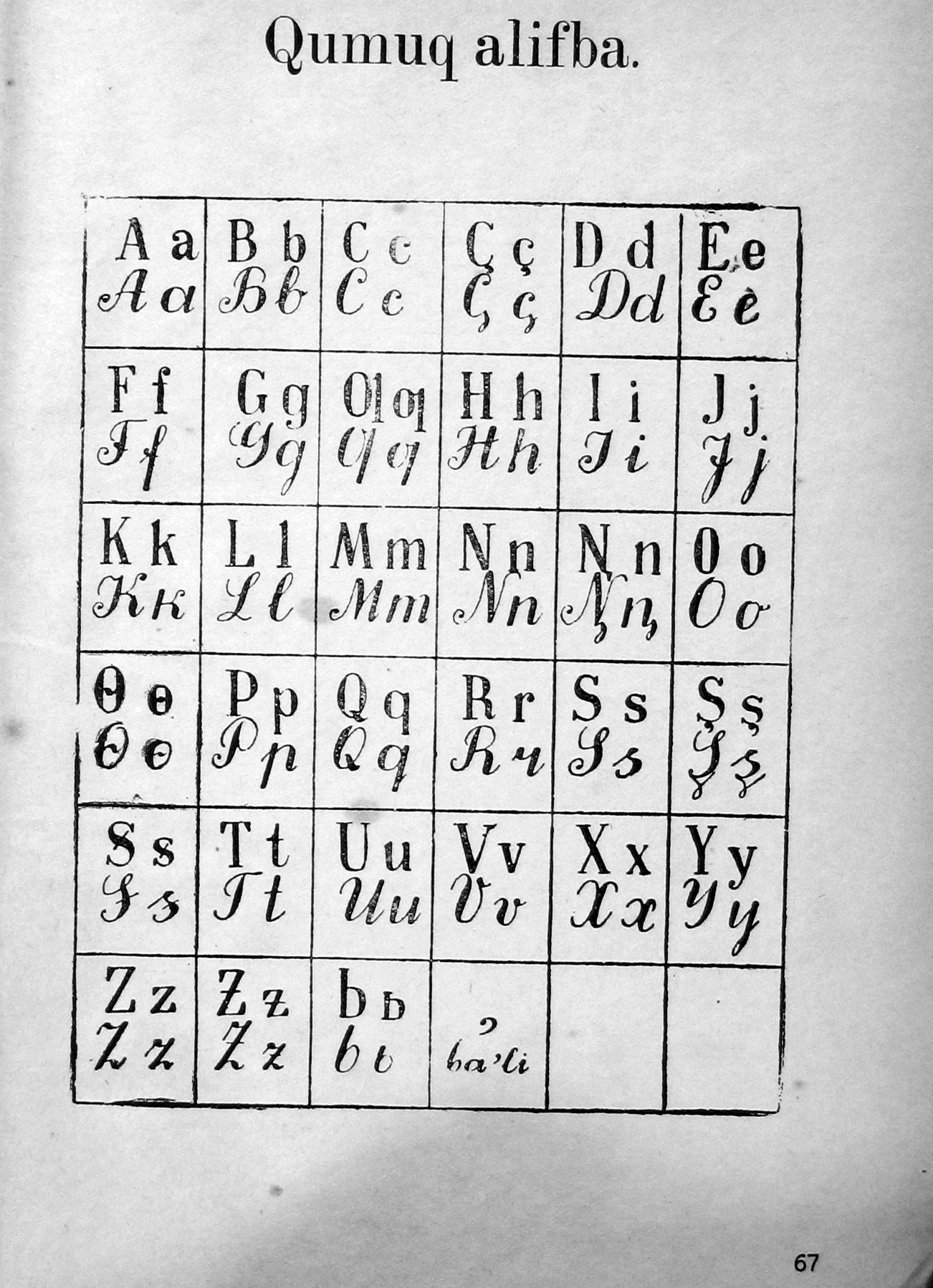
Кумыкский алфавит на латинской основе из букваря 1935 года

В ходе кампании латинизации в 1928 году кумыкский алфавит, как и многие другие алфавиты языков народов СССР, был переведён на латинскую основу. Этот алфавит имел 33 буквы и апостроф. Его авторами были А. Шамхалов, Г. Гаджибеков, Н. Яковлев и Л. Жирков. В основу литературного языка были положены буйнакский и хасавюртовский диалекты. Благодаря переходу на латиницу в 1931 году был составлен первый свод кумыкской орфографии. Его автором стал учитель М.-К. Садуллаев из села Нижнее Казанище. Латинский алфавит успешно применялся до 1938 года.
| A a | B b | C c | Ç ç | D d | E e | F f | G g | Ƣ ƣ | H h |
| I i | J j | K k | L l | M m | N n | Ꞑ ꞑ | O o | Ɵ ɵ | P p |
| Q q | R r | S s | Ş ş | Ꞩ ꞩ | T t | U u | V v | X x | Y y |
| Z z | Ƶ ƶ | Ь ь |     |     |     |     |     |     |     |

## Кириллица
В 1938 году в ходе процесса перевода письменностей народов СССР на кириллическую графику был разработан и кумыкский кириллический алфавит, используемый по настоящее время:
| А а   | Б б | В в | Г г | Гъ гъ | Гь гь | Д д   | Е е | Ё ё   | Ж ж |
| З з   | И и | Й й | К к | Къ къ | Л л   | М м   | Н н | Нг нг | О о |
| Оь оь | П п | Р р | С с | Т т   | У у   | Уь уь | Ф ф | Х х   | Ц ц |
| Ч ч   | Ш ш | Щ щ | Ъ ъ | Ы ы   | Ь ь   | Э э   | Ю ю | Я я   |     |

В первом варианте этого алфавита, опубликованном в газете «Дагестанская правда» 9 февраля 1938 года, не было букв Ё ё, Нг нг, Оь оь, Уь уь, а вместо Гь гь использовалась ГӀ гӀ.
Буква гъ обозначает заднеязычный фрикативный звонкий звук, гь — глухой гортанный спирант, къ — заднеязычный взрывной глухой, нг — заднеязычный носовой, оь — широкий губной переднего ряда, уь — узкий губной переднего ряда. Ряд букв (в, ж, ъ) имеет двойное значение — в заимствованиях XX века из русского языка они имеют те же значения, что и в русском языке, а в исконно кумыкских словах следующие значения: в обозначает губно-губной фрикативный звонкий, ж — звонкую аффрикату, ъ — глухой взрывной связочный согласный. При обозначении соответствующих звуков на письме после согласных вместо оь и уь пишется ё и ю.
После принятия кумыкского алфавита на основе кириллицы неоднократно поднимались вопросы его совершенствования. В частности предлагалось заменит диграфы Гъ гъ, Гь гь, Къ къ, Нг нг, Оь оь, Уь уь на знаки Ғ ғ, Һ һ, Қ қ, Ң ң, Ө ө, Ү ү, а также ввести алфавит буквы Ў ў для обозначения губно-губного спиранта и Җ җ для аффрикаты [дж]. Но никаких изменений в алфавит до настоящего времени внесено не было, совершенствовались только правила орфографии.

## Проект современной латиницы
В 1991 году представители кумыков участвовали в принятии Общего тюркского алфавита, который набирает популярность в настоящее время в неофициальных сферах.

## Таблица соответствия алфавитов
Составлено по:
| Арабский алфавит 1921—1928 | Латиница 1928—1938 | Кириллица с 1938 | Латиница проект 1991 | МФА       |
| -------------------------- | ------------------ | ---------------- | -------------------- | --------- |
| ا                          | A a                | А а              | A a, Ä ä             | /a/, /æ/  |
| ب                          | B ʙ                | Б б              | B b                  | /b/       |
| و, ۋ                       | V v                | В в              | V v, W w             | /v/, /w/  |
| گ                          | G g                | Г г              | G g                  | /g/       |
| غ                          | Ƣ ƣ                | Гъ гъ            | Ğ ğ                  | /ʁ/       |
| ه                          | H h                | Гь гь            | H h                  | /h/       |
| د                          | D d                | Д д              | D d                  | /d/       |
| -                          | Je je, e           | Е е              | Ye ye, E e           |           |
| -                          | Ө ө                | Ё ё              | Yo yo, Ö ö           |           |
| ج, ژ                       | Ƶ ƶ, Ç ç           | Ж ж              | C c, J j             | /d͡ʒ/, /ʒ/ |
| ز                          | Z z                | З з              | Z z                  | /z/       |
| ى                          | I i                | И и              | İ i                  | /i/       |
| ى                          | J j                | Й й              | Y y                  | /j/       |
| ک                          | K k                | К к              | K k                  | /k/       |
| ق                          | Q q                | Къ къ            | Q q                  | /q/       |
| ل                          | L l                | Л л              | L l                  | /l/       |
| م                          | M m                | М м              | M m                  | /m/       |
| ن                          | N n                | Н н              | N n                  | /n/       |
| نگ,ڭ                       | Ꞑ ꞑ                | Нг нг            | Ñ ñ                  | /ŋ/       |
| ۉ                          | O o                | О о              | O o                  | /o/       |
| ۊ                          | Ө ө                | Оь оь            | Ö ö                  | /ø/       |
| پ                          | P p                | П п              | P p                  | /p/       |
| ر                          | R r                | Р р              | R r                  | /r/       |
| س                          | S s                | С с              | S s                  | /s/       |
| ت                          | T t                | Т т              | T t                  | /t/       |
| و                          | U u                | У у              | U u                  | /u/       |
| ۏ                          | Y y                | Уь уь            | Ü ü                  | /y/       |
| ف                          | F f                | Ф ф              | F f                  | /f/       |
| خ                          | X x                | Х х              | X x                  | /x/       |
| تس                         | S̷ s̷                | Ц ц              | Ts ts                |           |
| چ                          | C c                | Ч ч              | Ç ç                  | /t͡ʃ/      |
| ش                          | Ş ş                | Ш ш              | Ş ş                  | /ʃ/       |
|                            |                    | Щ щ              | Şç şç                |           |
| ء                          | '                  | Ъ ъ              | '                    | /ʔ/, /ʕ/  |
| ى                          | Ь ь                | Ы ы              | I ı                  | /ɯ/       |
|                            |                    | Ь ь              |                      |           |
| ه                          | E e                | Э э              | E e                  | /e/, /æ/  |
|                            | Ju ju              | Ю ю              | Yu yu, Ü ü           |           |
|                            | Ja ja              | Я я              | Ya ya, Ä ä           | /æ/       |